# 風早清
風早 清（かぜはや きよし、1888年（明治21年）12月21日 - 1949年（昭和24年）8月19日）は、大日本帝国陸軍軍人。最終階級は陸軍少将。

## 経歴
1888年（明治21年）に兵庫県で生まれた。陸軍士官学校第22期卒業。1936年（昭和11年）8月に陸軍技術本部部員に就任し、1937年（昭和12年）3月1日に陸軍工兵大佐に進級した。同年8月24日には兵科将校、軍医、獣医、陸軍習志野学校・陸軍科学研究所第3部の技官、下士官からなる第2野戦化学実験部長に就任し、上海派遣軍の隷下部隊として、9月12日に揚子江河口南岸に上陸。上海戦線前線に出動し、中国軍が使用した催涙性ガス弾や黄燐弾の破片等を収集した。1938年（昭和13年）7月に工兵第8連隊長に転じた。
1940年（昭和15年）8月1日に陸軍少将に進級し、澎湖島要塞司令官に着任した。1942年（昭和17年）12月1日に待命、12月28日に予備役に編入された。
1947年（昭和22年）11月28日、公職追放仮指定を受けた。

## 栄典
勲章等
- 1941年（昭和16年）11月11日  - 勲二等瑞宝章[5]